# Pollenia japonica
Pollenia japonica är en tvåvingeart som beskrevs av Kano et Shinonaga 1966. Pollenia japonica ingår i släktet vindsflugor, och familjen spyflugor. Inga underarter finns listade i Catalogue of Life.